# Vilhelm Aarkrogh
Vilhelm Aarkrogh (1878-1957) é dos maiores personagens do trombone na Dinamarca no quesito notoriedade. Aarkrogh integrou a Orquestra - Royal Orchestra of Copenhagen por 30 anos, tendo ingressado na mesma em 1920. Era um músico virtuoso e excepcional que encantava o público aos finais de programa de concerto, com obras transcritas para trombone, tais como: um romance de La Traviata de Verdi, uma canção da ópera Der Evangelimann de Kienszl e a Peça Concertante de Rousseau.
Sua notoriedade internacional é devido ao compositor e maestro Launy Grøndahl que escreveu o Concerto para Trombone em 1924 tendo dedicado o mesmo para Aarkrogh. Este é um concertos para trombone mais interpretado pelos trombonistas de toda parte, desta forma, Aarkrogh ficou mundialmente conhecido por ter marcado seu nome na história por ter seu nome impresso na partitura, sendo a primeira impressa 1924 pela  Insicoria e stamperia musicale G. Ferrario – Milano – corso P. Vittoria, 48.
A estreia do Concerto foi em 1925 com a banda de sopros The Tivoli Wind Band  no aniversário de 39 anos do compositor com o intérprete Aarkrogh.
A instrumentação do Concerto na estreia foi: flauta, oboé, clarinete em Mi bemol, três cornetas em Si bemol, três trombetas em Fá, quatro trompas em Fá, três trombones, duas tubas e percussão / tímpanos e como solista Aarkrogh.
Aarkrogh teve aulas com uma das maiores referências do trombone na época, Anton Hansen. Assim como os trombonistas Palmer Traulsen e Thorkild Graae Jørgensen.
Por fim, Vilhelm Aarkrogh  era um homem de personalidade alegre, personalidade forte e um músico excepcional que tem seu nome marcado na história por ter na partitura seu nome escrito, sendo reconhecido internacionalmente pelos trombonistas.